# Psychoanalytiker
Psychoanalytiker oder eine Psychoanalytikerin ist eine Person, die Psychoanalyse ausübt. Zusätzlich zu einem abgeschlossenen Hochschulstudium, mit einem Diplom- oder Masterabschluss in Medizin oder Psychologie, verlangt die Deutsche Psychoanalytische Vereinigung eine persönliche Eignung und eine mit Examen abgeschlossene psychoanalytische Ausbildung einschließlich Lehranalyse, theoretischen Lehrveranstaltungen und Praktika, sowie einem praktischen, psychoanalytischen Ausbildunggsteil.
Während früher überwiegend Männer Psychoanalytiker wurden, ist der Nachwuchs mehrheitlich weiblich, da 2020 doppelt so viele Frauen wie Männer sich in den entsprechenden Ausbildungszweigen befanden.

## Berufsbild
Psychoanalytiker sehen sich heute mehrheitlich als Humanwissenschaftler. Dabei wird die (moderne) Psychoanalyse als eigenständige und umfassende Humanwissenschaft des (dynamischen) Unbewussten betrachtet: ausgehend von der Auseinandersetzung mit der Geschichte und den Entwicklungslinien des psychoanalytischen Denkens, werden die in der psychoanalytischen Situation gewonnenen Erfahrungen und Erkenntnisse aus der Situation „exportiert“ und mit Gesellschaft und Kultur konfrontiert, was eine umfassende und konkrete Auseinandersetzung mit der Theorie und damit deren Erweiterung ermöglicht (vgl. z. B. Laplanche, 2011). Zentral sind hierbei die Aspekte der Psychoanalyse als Anthropologie mit einem spezifischen Modell vom (konflikthaften) Menschen, dessen zentrale Antriebskraft für sein Erleben und Verhalten dem Unbewussten entstammt, als Sozialisationstheorie, welche die Dimensionen des Somatischen, Psychischen und Sozialen unter einem „Primat des Anderen“ verbindet, sowie als Methode, die bestimmte Verfahren zur Dekonstruktion von Bedeutungen entwickelt (vgl. z. B. Quindeau, 2008).
Demgegenüber besteht ein Vorwurf, dass die Psychoanalyse und damit das Berufsbild der Psychoanalytiker durch eine Medizinalisierung geprägt sei. Dies drücke sich auch in der beruflichen Tätigkeit aus, bedingt v. a. durch die Organisation der Ausbildung (insbes. in den USA und in Deutschland), da z. B. auch schon durch die Aufnahmekriterien für Ausbildungskandidaten. Durch eine vorwiegend psychotherapeutische und klinische Ausrichtung, sei das (Selbst-)Bild des Psychoanalytikers als das eines umfassenden Humanwissenschaftlers gestört, was so vor allem die (definitorische) kulturwissenschaftliche und -kritische Dimension ausblende, obwohl der Einfluss der Psychoanalyse (und der Psychoanalytiker) auf Gesellschaftspolitik und Kulturwissenschaften als stärker zu bewerten sei, als auf die Psychotherapie.
Im Jahr 2020 setzte sich die Psychoanalytikerin Christiane Ludwig-Körner unter dem Titel Psychoanalytikerin als Beruf mit Veränderungen im Geschlechterverhältnis auseinander. Sie recherchierte das Verhältnis von Männern zu Frauen in verschiedenen Fachgesellschaften. Im Jahr 1950 seien demnach in der Deutschen Gesellschaft für Psychoanalyse, Psychotherapie, Psychosomatik und Tiefenpsychologie (DGPT) 63 Prozent Männer und 37 Prozent Frauen organisiert gewesen, während es rund 70 Jahre später, 2018, nur noch 40 Prozent Männer und 60 Prozent Frauen waren. Ludwig-Körner geht davon aus, dass dieser Trend andauern wird, denn unter den Ausbildungskandidaten der Deutschen Psychoanalytischen Gesellschaft (DPG) waren sich rund 69 Prozent Frauen und 31 Prozent Männer. Überdies würde „die psychoanalytische Profession der Zukunft“ nicht nur „immer ‚weiblicher‘“, sondern im Nachgang zur „Novelle des Psychotherapeutengesetzes“ auch immer jünger.

## Ausbildung
Es gibt keine allgemeingültigen Richtlinien für die Ausbildung zum Psychoanalytiker. In der Regel wird heute eine Ausbildung durch verschiedene Fachgesellschaften organisiert, die sich je eigene Richtlinien geben. So hat etwa die Deutsche Psychoanalytische Vereinigung (DPV) „Grundlagen und Standards“ erstellt, die von ihrem Zentralen Ausbildungsausschuss (zAA) formuliert wurden (Stand Juli 2019). Die Deutsche Psychoanalytische Gesellschaft (DPG) schrieb zwei Ausbildungsordnungen fest, eine gemäß eigener Richtlinien und eine weitere, die jenen der Internationalen Psychoanalytischen Vereinigung (IPV) entspricht (Stand Juni 2017).
Allgemein erfordert die zumeist curricular organisierte Ausbildung als deren Kernstück eine Lehranalyse. Die Kriterien werden weltweit von unterschiedlichen Fachgesellschaften festgelegt. Als international richtungsweisend gilt dabei die Internationale Psychoanalytische Vereinigung (IPV), in Deutschland der Dachverband Deutsche Gesellschaft für Psychoanalyse, Psychotherapie, Psychosomatik und Tiefenpsychologie (DGPT) und ihre Mitgliedsverbände. Es existieren jedoch auch Institute und Vereinigungen, die sich aus verschiedenen Gründen keinem psychoanalytischen Fachverband anschließen, wie z. B. die der Lacan'schen Psychoanalyse.
In Deutschland ist die Ausbildung der in der DGPT zusammengeschlossenen Vereinigungen zudem so organisiert, dass ihre Absolventen die Kriterien für die ärztliche Weiterbildung und die Weiterbildung zum Psychologischen Psychotherapeuten erfüllen. Vereinzelt finden aber auch Nicht-Ärzte und Nicht-Psychologen Zugang zu einer psychoanalytischen Ausbildung, die dann aber keine Zulassung zur kassenärztlichen Versorgung von Patienten erhalten. International ist dies z. T. häufiger zu finden, zumal Deutschland das einzige Land ist, in dem Psychoanalyse Kassenleistung ist. In der Regel setzt eine Ausbildung in Psychoanalyse jedoch ein abgeschlossenes universitäres Studium der Medizin oder Psychologie voraus.

## Tätigkeiten
Psychoanalytiker arbeiten (ausbildungsbedingt, s. o.) vorwiegend psychotherapeutisch (Einzel- und Gruppentherapie), sowie im Bereich der Paar- und Familientherapie, aber auch als Berater in verschiedenen Kontexten, als Coach, im Bereich der Mediation, als Supervisoren (z. B. auch in der Team- und Organisationsberatung). Darüber hinaus üben Psychoanalytiker verschiedene Forschungstätigkeiten aus; neben der klinischen Forschung arbeiten Psychoanalytiker auch als Sozial-, Kultur- und Geisteswissenschaftler.
Einige erfahrene und wissenschaftlich qualifizierte Psychoanalytiker werden dann auch für einen Fachverband als Lehr- und Kontrollanalytiker im Rahmen von Ausbildungen tätig.
Arbeitet ein Psychoanalytiker psychotherapeutisch, ist in Deutschland eine Approbation als Arzt, als Psychologischer Psychotherapeut (im Bereich der Kinderanalyse auch als Kinder- und Jugendlichentherapeut) oder eine Erlaubnis zur Ausübung von Heilkunde ohne Approbation als Heilpraktiker (mindestens mit auf das Gebiet der Psychotherapie eingeschränkten Heilerlaubnis) notwendig.

## Psychotherapie
Die Kosten einer Psychoanalyse im engeren Sinn werden in Deutschland nicht von den Krankenkassen übernommen. Zur Krankenbehandlung sind allerdings einige psychoanalytisch begründete Verfahren zugelassen, deren Kosten gemäß der Psychotherapie-Richtlinie nach Antrag und Genehmigung zumindest von den gesetzlichen Krankenversicherungen übernommen werden. Es sind dies die Analytische Psychotherapie, die Tiefenpsychologisch fundierte Psychotherapie, analytische Kurz-, Fokal-, und Gruppentherapie. Psychotherapeutisch arbeitende Psychoanalytiker bieten in der Regel all diese Verfahren an. Psychotherapeuten, die sie anbieten, müssen nicht zwingend eine von einer Fachgesellschaft organisierte Ausbildung zum Psychoanalytiker absolviert haben. Die notwendige Fachkunde für approbierte Psychotherapeuten in Analytischer Psychotherapie (bzw. Zusatzbezeichnung „Psychoanalyse“ für Ärzte) und v. a. in Tiefenpsychologisch fundierter Psychotherapie kann auch an Institutionen erworben werden, die nicht Mitglied der psychoanalytischen Fachgesellschaften sind. Gerade bei einer alleinigen Ausbildung in Tiefenpsychologisch fundierter Psychotherapie (zum Psychologischen Psychotherapeuten, Kinder- und Jugendlichentherapeuten, Facharzt für Psychiatrie und Psychotherapie, Facharzt für Psychosomatische Medizin und Psychotherapie, bzw. Facharzt für Psychotherapeutische Medizin, wie auch der Zusatzbezeichnung „Psychotherapie“ für Ärzte anderer Fachrichtungen) ist eine Ausbildung an einem psychoanalytischen Institut eher selten.